# Baarle

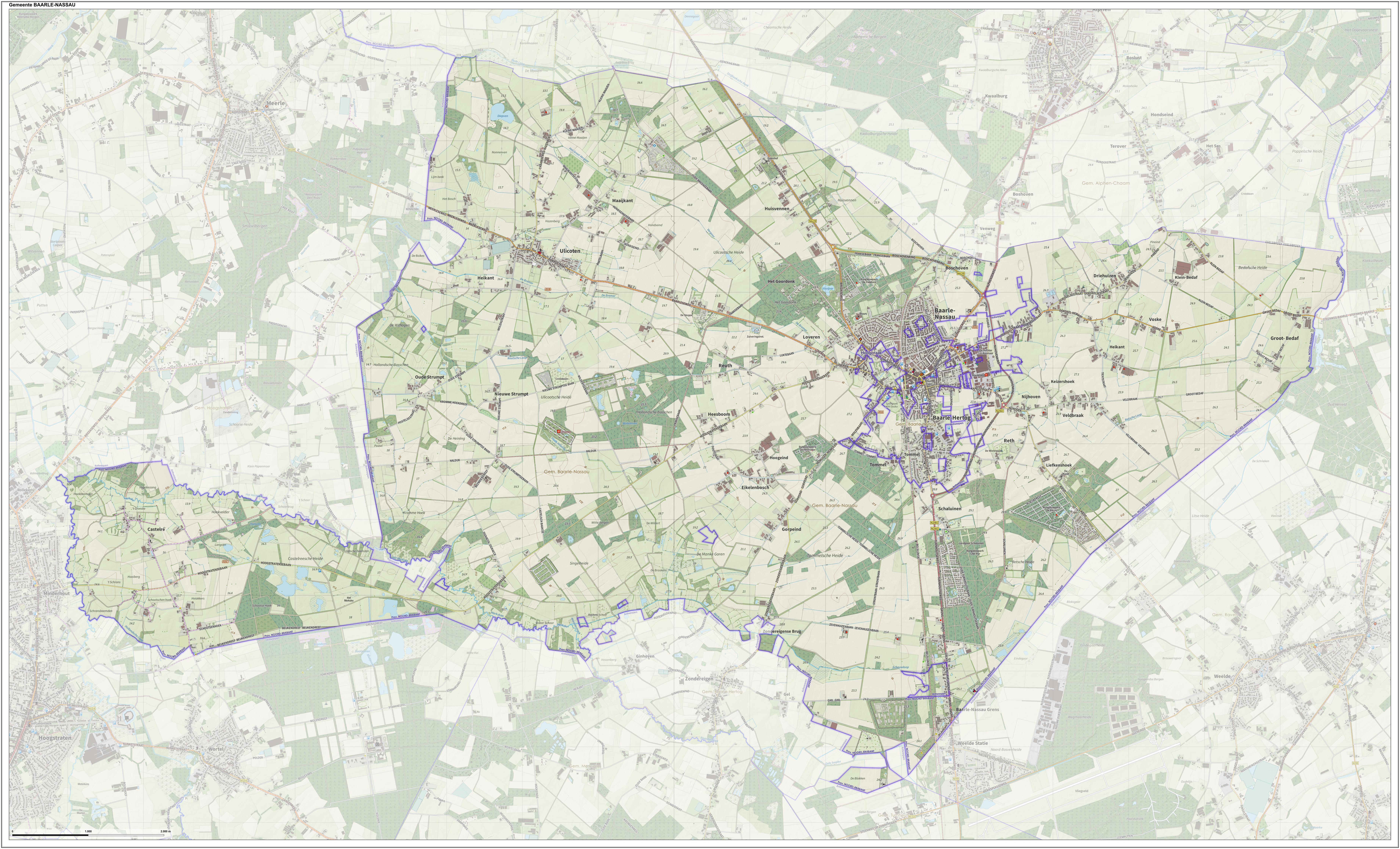
Topografische Karte der Gemeinde Baarle-Nassau

Grenzziehung in Baarle

Baarle (brabantisch Baol) ist ein Ort im Bereich der Grenze zwischen den Niederlanden und Belgien mit mehr als 8000 Einwohnern. Er liegt etwa 15 km südlich von Tilburg in der niederländischen Provinz Noord-Brabant in der Region Kempen und besteht aus der niederländischen Gemeinde Baarle-Nassau und der zur belgischen Provinz Antwerpen gehörenden Gemeinde Baarle-Hertog. 
Baarle ist für den örtlichen Verlauf der Staatsgrenze zwischen den Niederlanden und Belgien bekannt, die sich stark verschlungen und teilweise sogar verschachtelt durch das Stadtgebiet zieht, oftmals mitten durch Häuser hindurch. Ein Großteil der belgischen Gemeinde Baarle-Hertog liegt als Exklave von niederländischem Gebiet umgeben in direktem Zusammenhang mit der niederländischen Gemeinde Baarle-Nassau und bildet mit dieser zusammen den Ort Baarle. Baarle-Hertog als Exklave bildet dabei kein zusammenhängendes Gebiet, sondern besteht aus 22 separaten Teilflächen – 16 im Ort Baarle selbst und 6 in der näheren Umgebung. In den zwei größten dieser belgischen Teilflächen liegen wiederum insgesamt sieben niederländische, zu Baarle-Nassau gehörende Exklaven.

## Geschichte

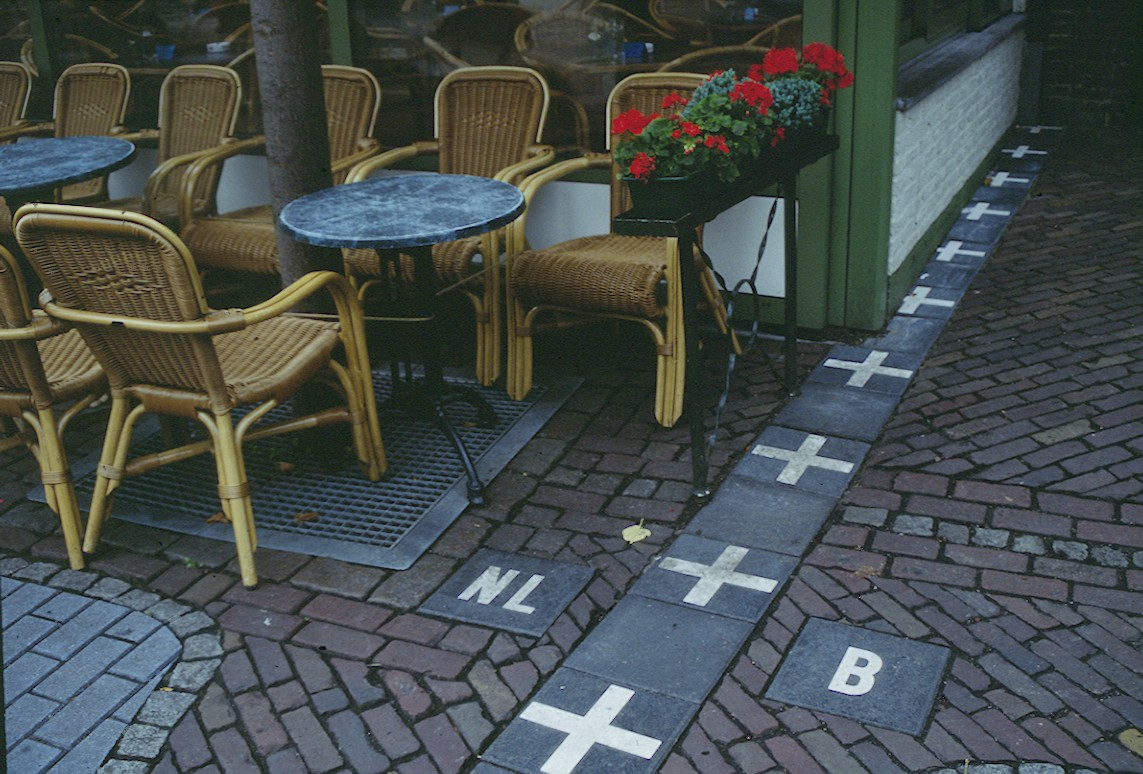
Grenzverlauf an einem Café

Der Ursprung dieser komplizierten Verhältnisse liegt im 12. Jahrhundert. Während Baarle seit Urzeiten bevölkert war, gibt es erste urkundliche Hinweise (allerdings mit zweifelhafter Authentizität) aus dem Jahr 992 sowie (verbürgt) 1141. Ein Machtkampf zwischen mehreren verfeindeten Adeligen der Gegend mündete 1198 in zwei Übereinkünften. Eine Übereinkunft zwischen Godfried II. van Schoten, dem Herrn von Breda, und Herzog Heinrich I. von Brabant sah vor, dass Godfried Heinrich als seinen Lehnsherren akzeptierte. Die zweite Übereinkunft bestand darin, dass Heinrich Godfried nicht nur dessen ursprünglich erworbenes Land als Lehen zurückgab, sondern weitere Ländereien übereignete. Heinrich bestand jedoch darauf, einzelne Vasallen weiter unter seiner Kontrolle zu behalten. Dieses Recht wandelte sich im Laufe der Zeit in ein Recht, bestimmte Ländereien zu beherrschen. Auf diese Weise wurden das Dorf Baarle und seine Umgebung in zwei Teile gespalten: das ursprünglich bevölkerte und von Heinrich beanspruchte Baarle-onder-den-Hertog (Hertog = „Herzog“) und den nur sehr spärlich besiedelten und Godfried zugesprochenen Landstrich Baarle-onder-Breda (das spätere Baarle-Nassau).
Im 16. Jahrhundert wurden beide Gebiete den Spanischen Niederlanden zugerechnet, das Dorf Baarle also eigentlich nicht geteilt. Mit dem Aufkommen des Protestantismus in der Region begann jedoch die spanische Herrschaft zu bröckeln. In den Niederlanden sind die damit verbundenen Revolten als Achtzigjähriger Krieg (beginnend 1568) bekannt. Baarle-Nassau gehörte Wilhelm dem Schweiger von Nassau und wurde so Bestandteil der Republik der Sieben Vereinigten Niederlande. Baarle-Hertog gehörte zu den Spanischen Niederlanden und wurde 1598 durch Philipp II. von Spanien dem Erzherzog Albrecht VII. von Österreich übereignet. Die Feindschaft zwischen den Vereinigten Provinzen und den Spaniern flammte immer wieder auf, bis im Westfälischen Frieden 1648 Baarle formal in zwei Teile gespalten wurde: Baarle-Nassau ging an die Niederländische Republik, Baarle-Hertog an die Spanischen Niederlande. Damit begann die formale Aufteilung des Dorfes auf unterschiedliche Länder.
Mehrere Versuche, die verworrene Grenzziehung aufzulösen, wurden zurückgewiesen, nicht beschlossen oder in der Folge anderer, dramatischer Ereignisse wie der Französischen Revolution einfach nicht weiter verfolgt. Mit der Staatsgründung Belgiens und der Anerkennung 1839 durch die Niederlande wurde die Teilung des Dorfes zementiert. Baarle gehört seitdem teilweise zu den Niederlanden und teilweise zu Belgien.
Zwischen 1836 und 1841 wurden beide Kommunen aus steuerlichen Gründen vollständig vermessen. Der Grenzvertrag zwischen Belgien und den Niederlanden aus dem Jahr 1842 ließ den genauen Grenzverlauf in Baarle offen und verwies auf den Status quo. In einem Anhang zum Vertrag wurde auf die Steuervermessung der Jahre 1836 bis 1841 verwiesen. Der Grenzverlauf ist seit diesem Zeitpunkt faktisch unverändert.
Der Grenzkonflikt flammte noch einmal nach dem Zweiten Weltkrieg auf. Im Februar 1953 erwarb der Belgier Gerard van den Eijnde (1908–1989) einige Gebäude, die sowohl in Baarle-Nassaus als auch in Baarle-Hertogs Kataster registriert waren und von Belgien und den Niederlanden seit 1922 jeweils für sich beansprucht wurden. Van den Eijnde versuchte nun, die Situation für seine Zwecke zu nutzen (er wollte ein Kasino in Baarle betreiben, zudem waren die erzielbaren Mieten in Belgien damals höher) und beantragte eine Zuordnung zu Belgien. Die Entscheidung verlief bis zum Internationalen Gerichtshof, der am 20. Juni 1959 (mit 10 zu 4 Stimmen) entschied, dass die Gebäude Belgien zuzuordnen waren. Diese Gerichtsentscheidung führte dazu, dass die beiden Länder in einem 1974 ratifizierten Vertrag (entsprechend der Übereinkunft von 1842) den Grenzverlauf noch einmal genau bestimmten. 1995 wurden zudem die Grenzen zentimetergenau neu vermessen.

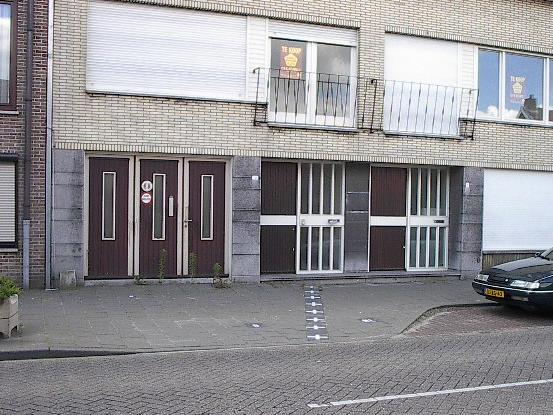
Dieses Haus steht zum Teil in Belgien und zum Teil in den Niederlanden. Der Grenzverlauf ist durch die weißen Pflastersteine gekennzeichnet.

## Beispiele für den Grenzverlauf

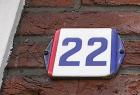
Niederländische Hausnummer

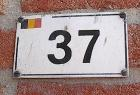
Belgische Hausnummer

Die staatliche Zugehörigkeit innerhalb der Gemeinde ist an der Hausnummer erkennbar: Die Hausnummern auf belgischem Gebiet tragen links oben eine kleine belgische Flagge, die niederländischen Hausnummern haben an der linken und rechten Seite rote und blaue Streifen, welche die dortigen Nationalfarben symbolisieren.
Der Kirchplatz gehört zu Baarle-Hertog, die Häuserfront an dessen nördlichem Rand jedoch bildet die Grenze zu den Niederlanden. Dort, wo die Grenze die Häuserfront verlässt, ist sie mit einem Metallstreifen markiert, auf der anderen Straßenseite sind zusätzlich die Wappen der Regionen aufgetragen. Westlich vom Kirchplatz verläuft die Grenze auf der Straßenmitte. Die rechte Straßenseite gehört zu Belgien, die linke zu den Niederlanden. Erkennbar ist dies an den jeweiligen Staatsflaggen. Geht man jedoch durch eine kleine Gasse, die rechts vom Kirchplatz wegführt, befindet man sich wieder in den Niederlanden.
Weil seit der Grenzziehung auch ehemalige kleinere enklavierte Ackerflächen längst bebaut sind, verläuft die Grenze auch mitten durch Häuser. In solchen Fällen bestimmt die Lage der Haustür die Staatszugehörigkeit. Die niederländische Unterenklave N3 besteht nur aus einigen wenigen Häusern – ihre südliche Grenze geht mitten durch den Getränkeladen De Biergrens („Die Biergrenze“), der eine niederländische und eine belgische Telefonnummer sowie zwei unterschiedliche Anschriften hat.

## Baarle heute

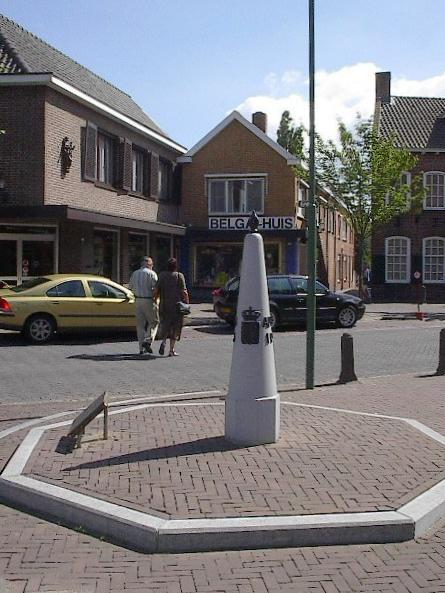
Grenzpfahl

Baarle-Hertog ist die kleinste selbstständige Gemeinde der belgischen Provinz Antwerpen und besteht aus 22 belgischen Exklaven – umringt von der niederländischen Gemeinde Baarle-Nassau – und dem Dorf Zondereigen, das keine Exklave ist, sondern südlich der durchgehenden Grenze im belgischen Mutterland liegt. Das Zentrum von Baarle-Hertog liegt etwa 6 km nördlich der durchgehenden Grenzlinie zwischen Belgien und den Niederlanden.
Baarle-Nassau gehört zur niederländischen Provinz Noord-Brabant; zur Gemeinde gehören sieben niederländische Unterexklaven in den belgischen Enklaven sowie eine niederländische Exklave in Belgien⊙.
Aufgrund der besonderen Situation gibt es in Baarle nicht nur zwei Staatszugehörigkeiten, sondern auch zwei Gemeindehäuser, zwei Bürgermeister, zwei Gemeinderäte, zwei Kirchen, zwei Postämter, zwei Polizeiwachen, zwei Feuerwehren (bis 2008), zwei Elektrizitätsnetze, zwei Telefonnetze, zwei Fußballclubs, zwei Tennisclubs und so weiter. Seit 2008 gibt es eine gemeinsame Feuerwehr, die aus niederländischen und belgischen Feuerwehrleuten besteht und in einer gemeinsamen Feuerwache untergebracht ist.
Die Einwohner von Baarle verstanden es stets, aus dieser politischen Sonderstellung und dem speziellen Ambiente ihres Ortes Profit zu schlagen. Baarle wurde insbesondere durch Touristen und Tagesausflügler zu einer blühenden Gemeinde, die von den kulturellen Besonderheiten beider Länder lebt.
Bis zur Liberalisierung der niederländischen Ladenöffnungszeiten wurde auf belgischem Gebiet auch bevorzugt abends und an den Wochenenden eingekauft, als niederländische Geschäfte längst geschlossen hatten. Seither ist im niederländischen Teil von Baarle jede Woche koopzondag (verkaufsoffener Sonntag), was viele Kaufwillige lockt. Kosmetika, Parfums und andere Drogerieartikel sind zum Beispiel auf belgischem Gebiet wegen der landesspezifischen Steuergesetze deutlich günstiger.